# Châtillon-sur-Thouet
Châtillon-sur-Thouet – miejscowość i gmina we Francji, w regionie Nowa Akwitania, w departamencie Deux-Sèvres.
Według danych na rok 2018 gminę zamieszkiwało 2736 osób, a gęstość zaludnienia wynosiła 166 osób/km² (wśród 1467 gmin regionu Poitou-Charentes Châtillon-sur-Thouet plasuje się na 86. miejscu pod względem liczby ludności, natomiast pod względem powierzchni na miejscu 515.).